# Brad Peyton

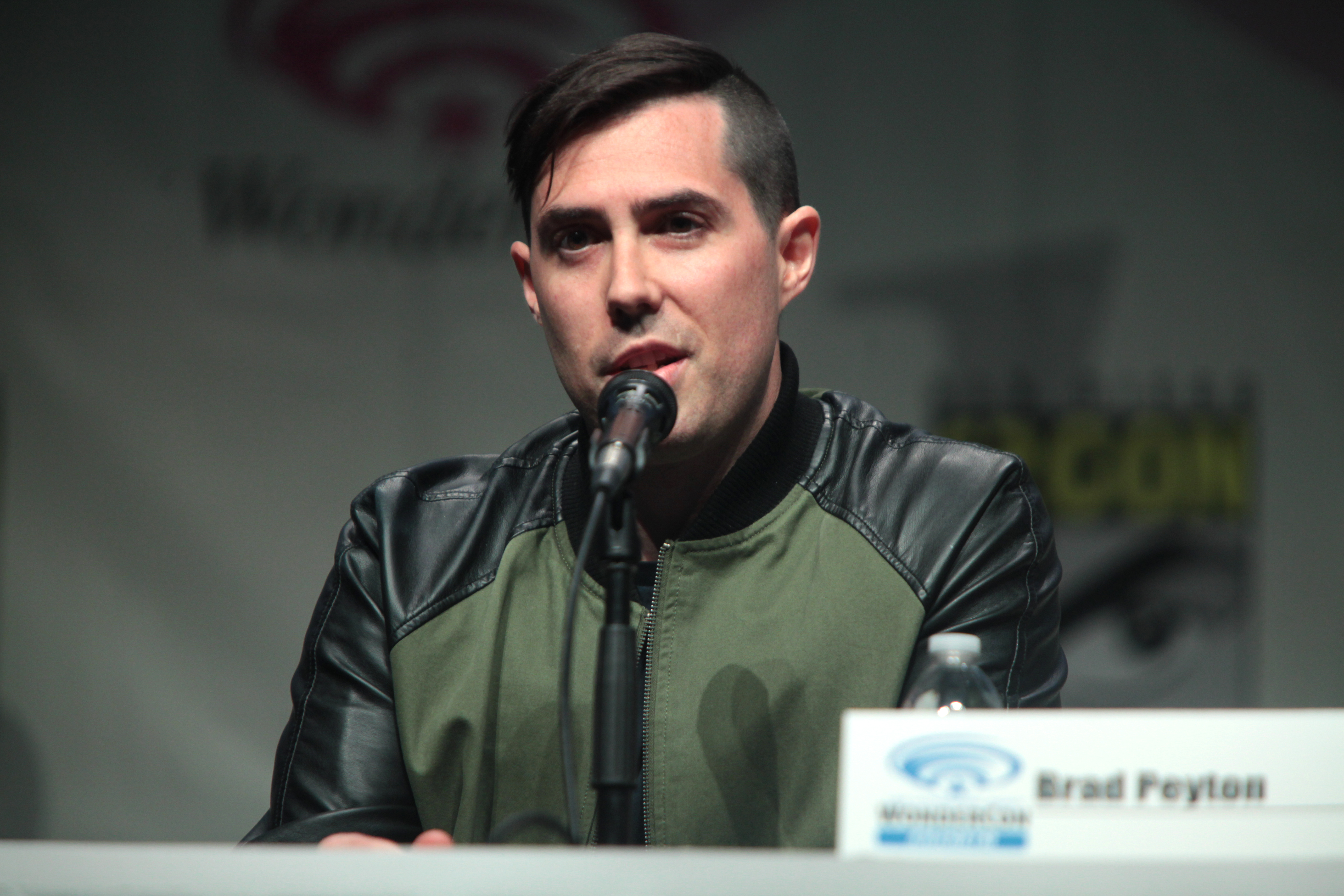
Brad Peyton auf der WonderCon (2015)

Brad Peyton (* 28. Mai 1978 in Gander, Neufundland, Kanada) ist ein kanadischer Filmregisseur, Drehbuchautor und TV-Producer.

## Leben
Peyton machte seinen Abschluss am Canadian Film Center. Ersten Erfolg hatte er mit seinem Kurzfilm Evelyn: The Cutest Evil Dead Girl. Der Film wurde in seiner Klasse gezeigt die allesamt applaudierten. Sein Lehrer, der Filmemacher Jeremy Podeswa, riet ihm den Film einem Verantwortlichen in der New Yorker Filmbranche zu zeigen. Daraufhin wurde der Film im Rahmen des Toronto International Film Festivals gezeigt. Danach kreierte er die Knetanimationsserie What It’s Like Being Alone, welche ab 2006 bei CBC/Radio-Canada gezeigt wurde. Nach dem Erfolg von What It’s Like Being Alone wurde er der Regisseur von Cats & Dogs: Die Rache der Kitty Kahlohr.
2012 drehte Peyton die Fortsetzung zu dem Film Die Reise zum Mittelpunkt der Erde mit dem Titel Die Reise zur geheimnisvollen Insel mit Dwayne Johnson, die ein großer finanzieller Erfolg wurde.
2015 drehte er den Katastrophenfilm San Andreas, wieder mit Dwayne Johnson in der Hauptrolle.

## Filmografie (Auswahl)

### Als Regisseur
- 2001: Ted (Kurzfilm)
- 2001: Full (Kurzfilm)
- 2001: Beyond The Fields (Kurzfilm)
- 2002: Evelyn: The Cutest Evil Dead Girl (Kurzfilm)
- 2004: Bad Luck (Kurzfilm)
- 2004: A Tale of Bad Luck (Kurzfilm)
- 2006: What It’s Like Being Alone (Fernsehserie)
- 2010: Cats & Dogs: Die Rache der Kitty Kahlohr (Cats & Dogs: The Revenge of Kitty Galore)
- 2012: Die Reise zur geheimnisvollen Insel (Journey 2: The Mysterious Island)
- 2015: San Andreas
- 2016: Incarnate – Teuflische Besessenheit (Incarnate)
- 2016–2017: Frontier (Fernsehserie, 3 Episoden)
- 2018: Rampage – Big Meets Bigger (Rampage)
- 2024: Atlas

### Als Produzent
- 2006: What It’s Like Being Alone (Fernsehserie)
- 2009: Suck – Bis(s) zum Erfolg (Suck, Executive Producer)
- 2018: Rampage – Big Meets Bigger (Rampage)
- 2024: Atlas

### Als Drehbuchautor
- 2001: Full (Kurzfilm)
- 2002: Evelyn: The Cutest Evil Dead Girl (Kurzfilm)
- 2004: Bad Luck (Kurzfilm)
- 2004: A Tale of Bad Luck (Kurzfilm)
- 2006: What It’s Like Being Alone (Fernsehserie)